# Mycological Society of America
De Mycological Society of America (MSA) is een wetenschappelijke vereniging die zich richt op de promotie van de mycologie. De vereniging is in 1932 opgericht. De MSA heeft haar basis in de Verenigde Staten en Canada, maar de leden komen uit meer dan veertig landen.
De MSA is verantwoordelijk voor het wetenschappelijke tijdschrift Mycologia, dat elke twee maanden verschijnt. De tweemaandelijkse nieuwsbrief Inoculum houdt leden op de hoogte van divers nieuws met betrekking tot schimmels. De MSA organiseert jaarlijks een bijeenkomst in juli of augustus waarop leden informatie over alle aspecten van schimmels uitwisselen. 
De MSA reikt diverse prijzen en onderscheidingen uit aan mycologen die zich onderscheiden door hun bijdragen aan de mycologie. Tot de ereleden behoren David Hawksworth en Robert Samson. Amy Rossman is MSA Fellow. In 1999 kreeg Pedro Crous de Alexopoulos Award, voor een uitzonderlijke mycoloog vroeg in zijn carrière. 
De MSA is aangesloten bij de American Institute of Biological Sciences (AIBS), een wetenschappelijke associatie die zich richt op het bevorderen van biologisch onderzoek en onderwijs in de Verenigde Staten. De MSA werkt samen met de Natural Science Collections Alliance, een Amerikaans samenwerkingsverband dat zich richt op de ondersteuning van natuurwetenschappelijke collecties, hun menselijke middelen, de instituten die de collecties  huisvesten en hun onderzoeksactiviteiten. 